# Авария Ан-22 в Сеще
Авария Ан-22 в Сеще — авиационная авария военно-транспортного самолёта Ан-22 «Антей» советских ВВС, произошедшая в среду 8 июня 1977 года у аэродрома Сеща (Брянская область). Никто из людей при этом не погиб, но самолёт был уничтожен. Первая авария (и четвёртое происшествие) в истории Ан-22.

## Самолёт
Ан-22 «Антей» с регистрационным номером CCCP-09349 (заводской — 02340405, серийный — 04-05) был выпущен Ташкентским авиационным заводом в 1972 году и затем передан Министерству обороны, которое в свою очередь направило самолёт в 556-й военно-транспортный авиационный полк, который базировался на аэродроме Сеща в Брянской области.

## Авария
Стоял хороший день с простыми погодными условиями, когда экипаж, командиром которого был военный лётчик 1 класса, майор Стеняев А. Н., начал в 18:03 на данном самолёте выполнять взлёт в восточном направлении. Штурман последовательно докладывал о достижении скорости 150, 180, 200, 210 км/ч и так далее. Когда «Антей» разогнался уже до 260 км/ч, командир Стеняев потянул штурвал «на себя», чтобы оторвать носовую стойку от земли. Однако самолёт на такое действие никак не отреагировал, что привело лётчика в замешательство. Скорость уже была 280 км/ч, а до конца полосы оставалось около 800 метров, когда наконец командир Стеняев перевёл двигатели на режим «малый земной газ», а воздушные винты снял «с упора», после чего применил тормоза колёс шасси. Но мчащуюся со скоростью 280 км/ч машину со взлётным весом 190 тонн эти меры не могли быстро остановить. Самолёт промчался по оставшейся части полосы и всю концевую полосу безопасности, после чего, выкатившись за пределы полосы, сбил курсовой радиомаяк и пробил забор ограждения аэродрома, причём экипаж всё же сумел отвернуть в сторону от командного пункта старта и столбов освещения. Продолжая мчаться по земле, Ан-22 в 810 метрах от торца полосы врезался в насыпь автодороги Смоленск — Брянск, в результате чего разрушился и загорелся. Экипаж успел покинуть борт, но сам самолёт восстановлению не подлежал. В истории самолёта Ан-22 это четвёртое происшествие и первая авария (предыдущие три происшествия заканчивались катастрофами).

## Причины
Согласно заключению комиссии, причиной, по которой самолёт не реагировал на движения штурвала, стало самопроизвольное срабатывание системы стопорения рулей высоты. На панели, в кабине экипажа, световая сигнализация в свою очередь не предупредила об этом, словно рули были на самом деле разблокированы. Причиной такого сбоя в системе сигнализации была неисправность концевого микровыключателя, что являлось следствием несовершенства конструкции системы стопорения рулей высоты на всех самолётах Ан-22 «Антей» вплоть до четвёртого поколения.
Однако основной причиной аварии комиссия назвала не технический отказ, а ошибки в работе экипажа. По мнению следователей, лётчики перед тем как следовать к взлётно-посадочной полосе, должны были проверить, что рули высоты действительно разблокированы. Когда же в процессе взлёта командир понял, что с рулями высоты что-то не то, а самолёт не отрывает переднюю стойку от земли, то должен был сразу прекращать взлёт, чтобы успеть остановиться в пределах полосы. На основании этого факторами, которые привели к происшествию, по мнению комиссии, были следующими:
- Неудовлетворительная организация лётной и воспитательной работы в авиаполку.
- Командира корабля Стеняева допустили к полётам, хотя его профессиональные и морально-психологические качества были достаточно низкими. Также он нарушил требования из Инструкции экипажу по части проверки системы управления.
- Руководство воинской части не было достаточным требовательным к вопросам по качеству подготовки к полётам экипажей и авиационной техники.